# Dragonaut: The Resonance
Dragonaut: The Resonance (ドラゴノーツ -ザ・レゾナンス-?, Doragonōtsu: Za Rezonansu) è un anime giapponese diretto da Manabu Ono e prodotta da Gonzo in collaborazione con Nihon Ad Systems (NAS). La serie è stata trasmessa da TV Tokyo tra il 3 ottobre 2007 ed il 26 marzo 2008. Un adattamento manga di 6 capitoli è stato prodotto da Shūeisha e pubblicato sulla rivista shōnen Jump Square tra il 2 novembre 2007 ed il 4 aprile 2008, il 2 maggio 2008 tutti i capitoli sono stati riuniti in un'unica raccolta.

## Trama
Vent'anni prima che gli eventi narrati in questa storia abbiano inizio, un asteroide diretto verso la Terra colpì Plutone disintegrandolo. A causa di questo evento l'asteroide, rinominato Thanatos, divenne temporaneamente stagnante ed assunse l'orbita che precedentemente era di Plutone. Per evitare che la Terra venga annientata è stato creato l'International Solarsystem Development Agency (ISDA) che lavora al "D-Project" e segretamente crea armi chiamate "Dragons" grazie al ritrovamento di un uovo di drago nelle profondità oceaniche. Presto però l'ISDA scopre che a minacciare la Terra non c'è solo Thanatos ma anche potentissimi draghi alieni.
Dopo aver assistito a quello che all'apparenza era un omicidio, Jin Kamishina, un solitario ragazzo che perse tutta la propria famiglia in un incidente su uno shuttle avvenuto 2 anni prima e di cui è l'unico sopravvissuto, viene coinvolto nei piani dell'ISDA e nei loro combattimenti. Ad aiutarlo giunge però Toa, una misteriosa ragazza dotata di capacità sovraumane che lo salva durante l'attacco di una mostruosa creatura. Durante il loro viaggio alla scoperta dei segreti dei draghi incontrano numerosi alleati e nemici ed il loro rapporto diventa sempre più profondo.

## Personaggi

### Personaggi Principali
- Jin Kamishina (カミシナ・ジン) Voce di: Daisuke Ono

Jin Kamishina è un ragazzo diciottenne che ha perso tutta la propria famiglia in un incidente avvenuto durante il lancio di uno shuttle nello spazio. Lui, unico sopravvissuto, non ha riportato nessuna ferita durante la caduta da altissima quota. Da questi tragici eventi ha vissuto una vita solitaria e Toa è la prima persona in 2 anni che si lega a lui. Successivamente viene rivelato che è stata proprio Toa a salvarlo da morte certa e durante quegli eventi è avvenuta una risonanza con esito positivo. Malgrado Toa gli confidi che è lei la causa di quell'incidente che gli ha cambiato la vita, Jin continua a proteggerla.
Nella versione manga Jin ha un carattere ed una storia completamente differente. Quando i dragoni invasero la terra la sua famiglia venne sterminata durante l'attacco a Tokyo e per questo è diventato molto scontroso e freddo dimostrando nessuna pietà verso i draghi invasori. Infatti viene considerato come uno dei più pericolosi Dragonauts quando è in coppia con Toa. Rispetto all'anime ha diverse capacità atletiche e si dimostra deciso nel combattere tutti quelli che attaccano l'umanità. Anche con Toa il rapporto è diverso infatti la ragazza viene spesso insultata a causa dei suoi errori che sfociano in situazioni tragi-comiche.
- Toa (トア) Voce di: Minori Chihara

Toa è una misteriosa ragazza che salva Jin durante il primo episodio della serie. Dimostra di avere delle incredibili abilità atletiche, una forza sovrumana e la capacità di guarire dalle ferite molto velocemente oltre a poter curare anche i propri compagni, tutto ciò a causa della sua vera natura, quella di drago. Nella sua forma originale è estremamente forte e può fronteggiare anche più di due draghi contemporaneamente. Spesso viene chiamata "Album" dall'ISDA in quanto, essendo uno dei draghi originali, se catturata potrebbe garantirgli numerose informazioni sui draghi di Thanatos. La sua vera missione consiste nel recupero dei draghi creati sulla terra.
Successivamente rivela a Jin di essere proprio lei l'oggetto entrato in collisione con lo shuttle uccidendone tutti gli occupanti e di aver preso il nome di Toa dalla metà di un braccialetto appartenuto alla sorella di Jin. Sul braccialetto infatti vi era inciso "To Ai" (per Ai) ma sulla metà ritrovata era leggibile solo "To A". Toa ha una stigmate sulla schiena che significa che è vicina alla morte, più diventa luminosa più il momento della fine si avvicina. Solo nell'ultimo episodio verrà liberata da questa maledizione.
Toa è un dragone di tipo barriera. Nella sua forma di Comunicatore può creare uno scudo in grado di respingere l'attacco fisico di un altro drago. Nella sua forma originale rende inoffensivi gli avversari rinchiudendoli in barriere tramite il proprio sguardo.
Nel manga fa parte dei Dragonauts come compagna di Jin con cui ha avuto una risonanza positiva due anni prima quando il ragazzo toccò il suo uovo. Anche se possiede tutte le capacità della sua controparte animata diverse volte fa infuriare Jin per la propria sbadataggine. Anche se alcune volte Jin si rivela freddo nei suoi confronti gli rimane sempre fedele.
- Gio (ギオ) Voce di: Junichi Suwabe

Gio è un drago creato dall'ISDA che viene assegnato come partner a Kazuki Tachibana dopo che il ragazzo era stato in grado di completare una risonanza con il suo uovo. Comunque, anche essendo suo partner, non ubbidisce a nessuno degli ordini che riceve mettendo al primo posto unicamente la sicurezza di Toa. Il suo attaccamento a Toa deriva dal fatto che il suo risveglio precoce è dettato dal pianto di disperazione di Toa.
Durante la battaglia su Marte nella forma di drago la sua forza cresce tremendamente e riesce a generare un'esplosione che fa bruciare tutto il pianeta, un fenomeno visibile anche ad un anno di distanza dalla terra. Successivamente di ritorno dal viaggio su Thanatos la sua personalità sembra drasticamente mutata ed attacca i propri compagni sostenendo di essere il successore di Thanatos. Questo suo modo di agire è dettato dal proposito di difendere ad ogni costo Toa e di evitarle la morte infatti, in seguito, fronteggia Thanatos e difende i propri compagni. Alla fine abbandona definitivamente la terra.
Anche se all'inizio considera Jin d'intralcio i due legano proprio in virtù dei loro sentimenti verso Toa e per il loro desiderio di proteggerla. Dopo aver capito quali sentimenti legano i due ragazzi decide di supportarli e difenderli dai pericoli anche se i suoi sentimenti rimangono immutati.
Gio è un drago di tipo spada ed ha l'abilità di creare una spada nera nella sua forma Comunicatore. Il suo attacco finale consiste nel trapassare l'avversario con un fascio di energia generato dal suo corno.
Il suo nome deriva da suo codice, "G-10", che Kazuki confonde con "Gio".
Nel manga ha un ruolo secondario e fa la sua prima apparizione semplicemente come partner di Kazuki.

### ISDA
- Kiril Zhazhiev (キリル・ジャジエフ) Voce di: Yūichi Nagashima

Kiril è il capo del D-Project oltre ad essere il responsabile della ricerca di un metodo per distruggere Thanatos.
- Baisil Sakaki (ベイゼル・サカキ) Voce di: George Nakata

Sakaki è un soldato che lavora per l'ISDA come comandante del contingente militare. È stato proprio lui a suggerire di utilizzare i dragoni terrestri per distruggere Thanatos e crede che il D-Project debba essere svelato alla popolazione. Rimane a lavorare per l'ISDA anche durante il comando della Gillard rimanendo fedele alle proprie convinzioni. Utilizza un drago, dalle sembianze della sua defunta figlia Laura, per catturare gli altri dragoni terrestri. Anche se diverse volte dichiara che per lui quella non è sua figlia ma un mero oggetto, diverse volte prova compassione per lei e le confida il proprio amore in punto di morte quando lei decide comunque di rimanere al suo fianco.
Ha sofferto la perdita di sua moglie Martina e di sua figlia Laura che si trovavano sullo stesso shuttle di Jin e della sua famiglia.
- Laura Voce di: Miyuki Sawashiro

Laura è il dragone che ha fatto la risonanza con Sakaki e lo chiama spesso papà. All'inizio rimane chiusa nell'appartamento di Sakaki ma l'anno successivo inizia a lavorare per lui catturando gli altri dragoni. Anche se viene trattata in modo duro ed insensibile rimane sempre fedele a quello che considera suo padre. Indossa una tuta meccanica che la protegge dai colpi in battaglia e, come Toa, ha una stigmate molto vistosa sulla schiena.
La sua vera identità è quella di Raum, uno dei tre dragoni originali inviati sulla terra 2 anni prima. Durante la Risonanza con Sakaki (unica senza vero e proprio contatto fisico) ha perso la sua forma originale che si è distaccata da lei e può combattere solo mediante una tuta meccanica. Il suo corpo originale era conservato in una teca gigante all'ISDA ma viene distrutto da Nozaki, da quel momento può riprendere la propria forma originale.

### Lindworm Unit
- Raina Cromwell (ライナ・クロムウェル) Voce di: Takuma Takewaka

Raina è il comandante dell'unità Dragonaut Lindworm a cui ha preso parte per testare il suo vero potenziale. Questa scelta è dovuta all'incoraggiamento del padre di Jin che lo ha raccomandato per il D-Project. Il suo partner è Howling Star che ha un carattere molto diverso dal suo, abbandonano l'ISDA dopo che essa è passata sotto il controllo della Gillard.
Ricopre inoltre il ruolo di rappresentante pubblico dell'ISDA e per questo è molto popolare tra le ragazze da cui riceve numerosi regali.
- Howling Star (ハウリングスター) Voce di: Tomokazu Sugita

È il partner di Raina ed il leader dei Comunicatori dell'unità Lindworm. Tra i dragoni è il più energetico e spensierato ed ama esibire la propria forza. La sua forma originale di drago appartiene al tipo lancia infatti è in grado di racchiudere il proprio corpo tra le ali formando una punta di lancia che fa ruotare molto velocemente lanciandosi contro il nemico. È lui ad eliminare Spirytus.
- Akira Sōya (ソウヤ・アキラ) Voce di: Miyuki Sawashiro
- Machina Voce di: Yūko Gotō
- Sieglinde Baumgard (ジークリンデ・バウムガルド) Voce di: Nana Mizuki
- Amadeus Voce di: Eiji Maruyama
- Kazuki Tachibana (タチバナ・カズキ) Voce di: Tetsuya Kakihara
- Keiichi Amagi (アマギ・ケイイチ) Voce di: Eiji Miyashita
- Spirytus (スピリタス)

## Risonanze
La Risonanza è un legame a livello sensoriale ed emotivo che si viene a formare tra un drago ed un essere umano. Questa può essere casuale, come per i draghi originali che sono entrati casualmente a contatto con gli umani o provocata volutamente, come nel caso di tutti i draghi terrestri nati da uova. Nel caso vi sia un legame molto forte tra i due partner ed essa si dovesse spezzare può accadere che il drago impazzisca e diventi incontrollabile.
- Jin Kamishina (Umano) e Toa (Drago)
- Raina Cromwell (Umano) e Howling Star (Drago)
- Akira Sōya (Umana) e Machina (Drago)
- Sieglinde Baumgard (Umana) e Amadeus (Drago)
- Kazuki Tachibana (Umano) e Gio (Drago)
- Itsuki Habaragi (Umana) e Otohime (Drago)
- Asim Jamaru (Umano) e Garnet MacLaine (Drago)
- Baisil Sakaki (Umano) e Laura (Drago)
- Keiichi Amagi (Umano) e Spirytus (Drago)
- Yuuya Habaragi (Umano) e Ostrum (Drago)
- Yuuri Kitajima (Umana) e Kasuga Nozaki (Drago)
- Chuck (Umano) e Widow (Drago)
- Ai Kamishina (Umana) e Belurum (Drago)

## Produzione

### Sviluppo
L'ideazione di Dragonaut -The Resonance- è stata seguita da Nihon Ad Systems (NAS). NAS e Gonzo che precedentemente avevano già prodotto anime come Last Exile e Brave Story hanno coprodotto questa serie con la collaborazione di Konami, Konami Digital Entertainment.
Il 24 marzo 2007 all'International Anime Fair di Tokyo è stata svelata la prima immagine promozionale della serie. Per la promozione della serie il direttore Manabu Ono e due doppiatori già selezionati, Daisuke Ono e Minori Chihara, hanno partecipato alla fiera. In quel periodo il cast non era ancora stato completato infatti l'anime era ancora in fase di sviluppo, fase che proseguì anche dopo la messa in onda delle prime puntate a fine 2007.
Mentre la maggior parte dei disegni sono fatti in 2D i dragoni e i loro combattimenti sono stati sviluppati in 3D Computer Grafica. Comunque per i combattimenti in cui erano presenti solo personaggi in forma umana è stato scelto il 2D in quanto il direttore era convinto di poter esprimere meglio la velocità dei movimenti dei personaggi con questa tecnica.

### Staff
| Animazione                      | Gonzo                                                     |
| Produzione                      | Gonzo Nihon Ad Systems (NAS) Konami Digital Entertainment |
| Direttore                       | Manabu Ono                                                |
| Ideazione                       | Nihon Ad Systems                                          |
| Sceneggiatura                   | Atsushi Maekawa                                           |
| Character design                | Makoto Uno                                                |
| Disegni dei dragoni e dei mecha | Junya Ishigaki                                            |
| Prop design                     | Hiroyuki Ookawa                                           |
| Set design                      | Tomoyuki Aoki                                             |
| Musiche                         | Kōsuke Yamashita                                          |
| Direttore del suono             | Yota Tsuruoka                                             |

## Trasmissioni Televisive
La serie animata venne trasmessa per la prima volta in Giappone da TV Tokyo il 3 ottobre 2007 e si concluse il 26 marzo 2008 al venticinquesimo episodio.
Altri network hanno replicato la serie in Giappone tra cui:
| Network di trasmissione | Periodo di messa in onda         | Giorno ed ora di messa in onda (JST) |
| ----------------------- | -------------------------------- | ------------------------------------ |
| TV Tokyo                | 3 ottobre 2007 ～ 26 marzo 2008  | Mercoledì 01:50 ~ 02:20              |
| TV Osaka                | 9 ottobre 2007 ～ 2 aprile 2008  | Martedì 01:30 ~ 02:00                |
| TV Aichi                | 10 ottobre 2007 ～ 3 aprile 2008 | Mercoledì 02:58 ~ 03:28              |
| TV Hokkaido             | 10 ottobre 2007 ～ 3 aprile 2008 | Mercoledì 01:50 ~ 02:20              |
| TV Setouchi             | 11 ottobre 2007 ～ 4 aprile 2008 | Giovedì 01:28 ~ 01:58                |
| TVQ Kyushu Broadcasting | 13 ottobre 2007 ～ 6 aprile 2008 | Mercoledì 02:40 ~ 03:10              |

## Episodi
| Nº | Titolo italiano Giapponese 「Kanji」 - Rōmaji                                                                     | In onda          | In onda |
| Nº | Titolo italiano Giapponese 「Kanji」 - Rōmaji                                                                     | Giapponese       |         |
| 1  | Resonance - Joined Hands - 「共鳴 ―つないだ手―」 - Kyoumei -tsunaida te-                                          | 3 ottobre 2007   |         |
| 2  | Rendezvous - The World Begins to Stir - 「逢瀬 ―動きだす世界―」 - Ouse -ugokidasu sekai-                          | 10 ottobre 2007  |         |
| 3  | Awakening - Rallied Wings - 「覚醒 ―集いし翼―」 - Kakusei -tsudoishi tsubasa-                                     | 17 ottobre 2007  |         |
| 4  | Flight - To the Ends of the Blue Sky - 「飛翔 ―青の果てへ―」 - Hishou -ao no hate e-                              | 24 ottobre 2007  |         |
| 5  | Complication - Falling Rain - 「交錯 ―降り出した雨―」 - Kousaku -furidashita ame-                                 | 31 ottobre 2007  |         |
| 6  | Reunion - Acttracting Emotions - 「再会 ―惹かれあう想い―」 - Saikai -hikareau omoi-                               | 7 novembre 2007  |         |
| 7  | Reminiscence - Reflections of the Heart - 「追憶 ―水面に映りし心―」 - Tsuioku -Suimen ni Utsuri Kokoro-           | 14 novembre 2007 |         |
| 8  | Parting - Echoes from the Empty Sky - 「別離 ―虚空よりの響き―」 - Betsuri -Kokuu yori no Hibiki-                  | 21 novembre 2007 |         |
| 9  | Determination - Through the Gale- 「決意 ―疾風を越えて―」 - Ketsui -Shippuu wo Koete-                             | 28 novembre 2007 |         |
| 10 | Truth - Shattered Mirror - 「真実 ―砕けた鏡―」 - Shinjitsu -Kudaketa Kagami-                                      | 5 dicembre 2007  |         |
| 11 | Rumbling - Seeking the Truth - 「鳴動 ―真実を求めて―」 - Meidou -Shinjitsu wo Motomete-                           | 12 dicembre 2007 |         |
| 12 | Assault - Scorching Messenger - 「強襲 ―灼熱の使者―」 - Kyoushuu -Shakunetsu no Shisha-                           | 19 dicembre 2007 |         |
| 13 | Visit - Denoted Guidepost - 「光臨 ―示された道標―」 - Kourin -Shimesareta Douhyou-                                | 26 dicembre 2007 |         |
| 14 | Friend -Changing Future- 「朋友(ほうゆう)―違えし未来―」 - Houyuu -Chigaeshi Mirai-                                | 9 gennaio 2008   |         |
| 15 | Embrace - Ones Calling Out To Each Other - 「抱擁 ―呼び合う者達―」 - Houyou -Yobiau Mono-tachi-                   | 16 gennaio 2008  |         |
| 16 | Wailing - Fates Torn Apart - 「慟哭(どうこく) -引き裂かれた運命-」 - Doukoku -hikisakareta unmei-                 | 23 gennaio 2008  |         |
| 17 | Roaring -When the Shining Star Burns- 「咆哮(ほうこう) -明星の燃えし時-」 - Houkou -Myoujou no Moeshi Toki-       | 30 gennaio 2008  |         |
| 18 | Peaceful - Temporary Everyday Life - 「平穏 -仮初めの日常-」 - Heion -Karihajime no Nichijou-                     | 6 febbraio 2008  |         |
| 19 | Family - Fragements of Warmth - 「家族 ―温もりの欠片―」 - Kazoku -Nukumori no Kakera-                             | 13 febbraio 2008 |         |
| 20 | Rescue - Severed Bonds - 「奪還 ―断ち切られた絆―」 - Dakkan -Tachikirareta Kizuna-                                | 20 febbraio 2008 |         |
| 21 | Farewell - The Successor - 「決別 ―継承せし者―」 - Ketsubetsu -Keishouseshi Mono-                                 | 27 febbraio 2008 |         |
| 22 | Raid - Hour of Judgement - 「襲来 ―審判の時―」 - Shuurai -Shinpan no Toki-                                        | 5 marzo 2008     |         |
| 23 | Glorious Death - With Sorrow and Hope - 「散華 ―悲しみと希望と―」 - Sange -Kanashimi to Kibou to-                 | 12 marzo 2008    |         |
| 24 | Imperial Wrath - A Vanishing Tomorrow - 「逆鱗 ―消えゆく明日―」 - Gekirin -Kieyuku Ashita-                        | 19 marzo 2008    |         |
| 25 | Resonance - As If Echoing Together Forever - 「共鳴 ―永遠に響き合うように―」 - Kyoumei -Eien ni Hibiki Au you ni- | 26 marzo 2008    |         |

## Musiche
Nell'anime sono presenti 3 diversi brani per la sigla iniziale e quelle finali. La sigla iniziale si chiama "Perfect Blue" ed è suonata, composta e scritta dal gruppo J-pop Jazzin' Park in cui vi è anche la partecipazione come voce solista di ATSUMI. I due finali invece sono "Rain of Love" suonata da Yukari Fukui, composta da Hiroshi Takagi e scritta da Seiko Fujibayashi e "FIGHT OR FLIGHT" suonata da Yū Kobayashi.

## Internet Radio
Dal 5 aprile 2007 ogni mercoledì viene messa in onda una trasmissione radio su internet in cui i doppiatori che hanno prestato la loro voce ai responsabili della "Dragonaut Station ISDA Information Agency" rispondono alle domande sulla serie. Le tre voci femminili appartengono a Yukari Fukui, Yū Kobayashi e Chise Nakamura che hanno prestato le loro voci rispettivamente a Saki Kurata, Ryōko Kakei e Megumi Jinguuji. Junichi Suwabe, Takuma Takewaka, Daisuke Ono, Eiji Maruyama, che hanno doppiato rispettivamente Gio, Raina Cromwell, Jin Kamishina e Amadeus sono stati presenti come Guest star in diverse trasmissioni.
Il broadcast è ospitato su Onsen una stazione internet radio giapponese.